# Qian’an (Songyuan)
Qian’an (chinesisch 乾安县, Pinyin Qián’ān Xiàn) ist ein chinesischer Kreis der bezirksfreien Stadt Songyuan im Westen der Provinz Jilin. Er hat eine Fläche von 3.617 km² und zählt 301.438 Einwohner (Stand: Zensus 2010). Sein Hauptort ist die Großgemeinde Qian’an (乾安镇).

## Administrative Gliederung
Auf Gemeindeebene setzt sich der Kreis aus sechs Großgemeinden und vier Gemeinden zusammen.